# Kaleńskie
Kaleńskie (ukr. Каленське, Kałenśkie) – wieś w rejonie korosteńskim obwodu żytomierskiego.